# Gårdshults naturreservat
Gårdshult är ett naturreservat i Tönnersjö socken i Halmstads kommun i Halland.
Naturreservatet bestod av två skilda områden, från 2021 ett då södra delen överfördes till Söderängarnas naturreservat. I områdets norra del ligger byn Gårdshult på en höjd. Byn omgärdas av ett småskaligt kulturlandskap. Sluttningen mot ån Assman är delvis bevuxen med ädellövskog och i väster ligger Smedhultamyren, en öppen högmosse med kärrpartier.

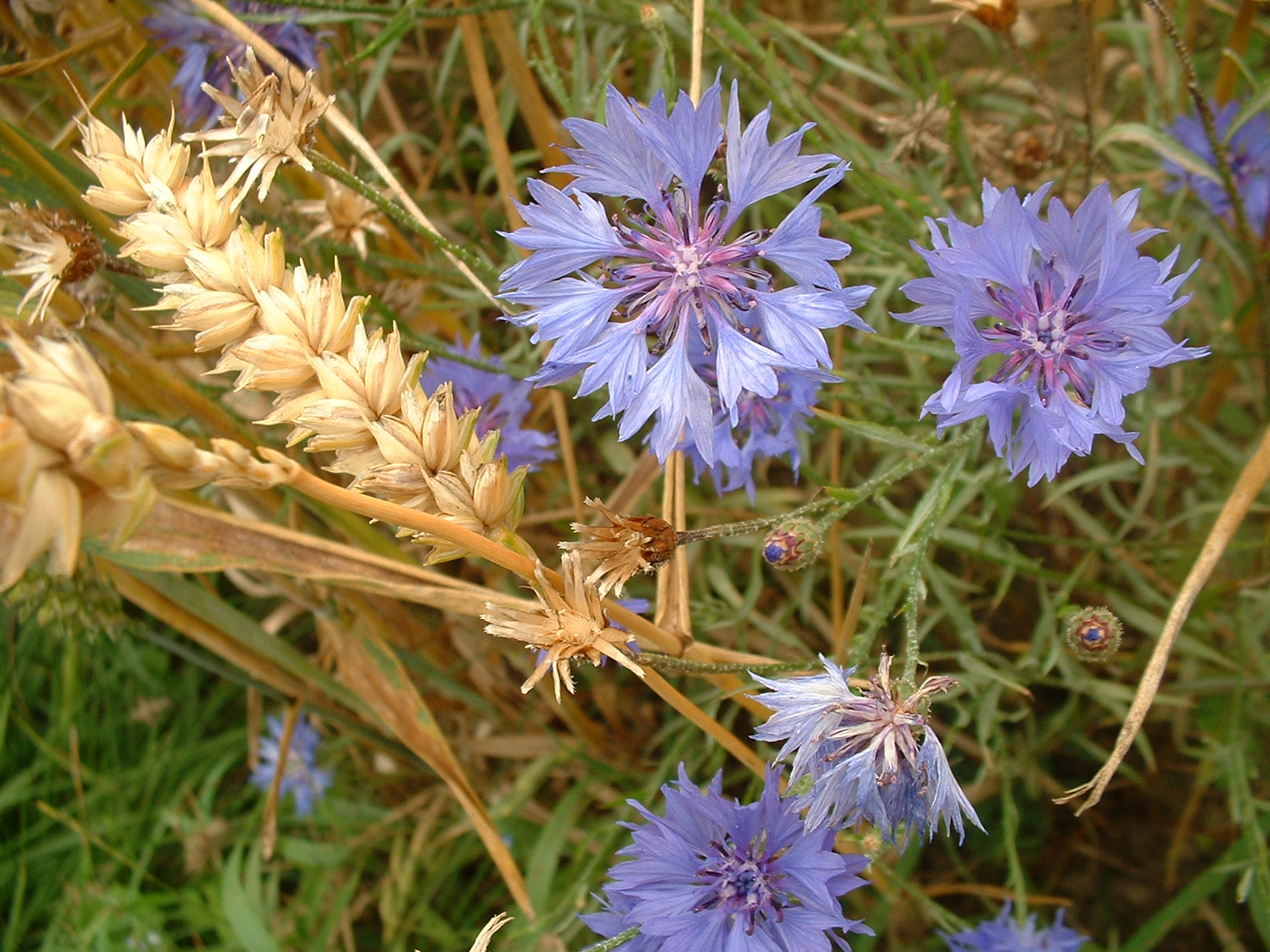
Blåklint i vetefält

Reservatet Gårdshult omfattar 158 (före 2021 236) hektar och är skyddat sedan 1991, och utökades 2002. Hallandsleden passerar genom området och om man följen leden norrut kommer man efter 3 km till naturreservatet Danska fall.